# آندژی ورونسکی
آندژی ورونسکی (انگلیسی: Andrzej Wroński؛ زادهٔ ۸ اکتبر ۱۹۶۵) کشتی‌گیر اهل لهستان بود.